# فتحی علی خورشید
فتحی علی خوشید (انگلیسی: Fathi Ali Khorshid؛ زادهٔ ۱۱ دسامبر ۱۹۳۷) بازیکن فوتبال است.
وی همچنین در تیم ملی فوتبال مصر بازی کرده‌است.